# بیل واترسن
 بیل واترسن (انگلیسی: Bill Watterson؛ زادهٔ ۵ ژوئیهٔ ۱۹۵۸) یک هنرمند اهل ایالات متحده آمریکا است.